# Cassepe da Costa
Cassepe da Costa é uma elevação portuguesa localizada no concelho da Povoação, ilha de São Miguel, arquipélago dos Açores.
Este acidente geológico tem o seu ponto mais elevado a 432 metros de altitude acima do nível do mar. Nas imediações desta formação encontra-se o Pico da Senhora a formação montanhosa do Descampado.